# Corteno Golgi
Corteno Golgi är en ort och kommun i provinsen Brescia i regionen Lombardiet i Italien. Kommunen hade 1 953 invånare (2018).